# 詹姆斯·威克利夫·黑德勒姆莫雷
詹姆斯·威克利夫·黑德勒姆莫雷爵士（1863年12月24日—1929年9月6日）是一位英国历史学家，主要作品有《奥托·冯·俾斯麦与德意志帝国建立》（Bismarck and the Foundation of the German Empire，1899年）等。